# Temporada 1971-72 de los Houston Rockets
La temporada 1971-72 fue la primera de los Houston Rockets en su nueva localización de Texas, y la quinta en la NBA, tras haber jugado las cuatro primeras en San Diego (California). La temporada regular acabó con 34 victorias y 48 derrotas, ocupando el séptimo puesto de la conferencia Oeste, no logrando clasificarse para los playoffs.

## Elecciones en elDraft
| Ronda | Puesto | Jugador     | Posición  | Nacionalidad   | Universidad    |
| ----- | ------ | ----------- | --------- | -------------- | -------------- |
| 1     | 7      | Cliff Meely | Ala-Pívot | Estados Unidos | Colorado       |
| 2     | 24     | Mike Newlin | Escolta   | Estados Unidos | Utah           |
| 4     | 58     | Tom Owens   | Pívot     | Estados Unidos | South Carolina |

## Temporada regular
| División Pacífico       | División Pacífico | División Pacífico | División Pacífico | División Pacífico | División Pacífico | División Pacífico | División Pacífico | División Pacífico |
| Equipo                  | G                 | P                 | %                 | PD                | Casa              | Fuera             | Neutral           | Div               |
| ----------------------- | ----------------- | ----------------- | ----------------- | ----------------- | ----------------- | ----------------- | ----------------- | ----------------- |
| y-Los Angeles Lakers    | 69                | 13                | .841              | –                 | 36–5              | 31–7              | 2–1               | 21–3              |
| x-Golden State Warriors | 51                | 31                | .622              | 18                | 27–8              | 21–20             | 3–3               | 14–10             |
| Seattle SuperSonics     | 47                | 35                | .573              | 22                | 28–12             | 18–22             | 1–1               | 12–12             |
| Houston Rockets         | 34                | 48                | .415              | 35                | 15–20             | 14–23             | 5–5               | 9–15              |
| Portland Trail Blazers  | 18                | 64                | .220              | 51                | 14–26             | 4–35              | 0–3               | 4–20              |

## Estadísticas
| Rk | Jugador          | Edad | P  | PT | MP   | TC   | TCI  | %TC  | TL  | TLI | %TL  | RB   | AS  | FP  | PTS  |
| -- | ---------------- | ---- | -- | -- | ---- | ---- | ---- | ---- | --- | --- | ---- | ---- | --- | --- | ---- |
| 1  | Elvin Hayes      | 26   | 82 |    | 42.2 | 10.1 | 23.4 | .434 | 4.9 | 7.5 | .649 | 14.6 | 3.3 | 2.8 | 25.2 |
| 2  | Stu Lantz        | 25   | 81 |    | 38.2 | 6.9  | 15.8 | .435 | 4.8 | 5.7 | .838 | 4.3  | 4.2 | 2.6 | 18.5 |
| 3  | Rudy Tomjanovich | 23   | 78 |    | 34.5 | 6.4  | 12.9 | .495 | 2.2 | 3.1 | .723 | 11.8 | 1.5 | 2.5 | 15.0 |
| 4  | Calvin Murphy    | 23   | 82 |    | 31.0 | 7.0  | 15.3 | .455 | 4.3 | 4.8 | .890 | 3.1  | 4.8 | 3.6 | 18.2 |
| 5  | Greg Smith       | 25   | 54 |    | 28.1 | 3.9  | 8.8  | .448 | 1.3 | 2.0 | .636 | 6.0  | 2.9 | 3.1 | 9.1  |
| 6  | Cliff Meely      | 24   | 77 |    | 23.6 | 4.1  | 10.1 | .406 | 1.7 | 2.6 | .675 | 6.6  | 1.5 | 3.3 | 9.9  |
| 7  | Larry Siegfried  | 32   | 10 |    | 22.3 | 1.8  | 4.6  | .391 | 1.2 | 1.4 | .857 | 1.0  | 2.0 | 2.1 | 4.8  |
| 8  | Mike Newlin      | 23   | 82 |    | 18.2 | 3.1  | 7.5  | .414 | 1.3 | 1.8 | .750 | 2.8  | 1.6 | 2.8 | 7.6  |
| 9  | Jim Davis        | 30   | 12 |    | 15.0 | 1.5  | 4.5  | .333 | 2.2 | 3.2 | .684 | 3.7  | 0.4 | 1.5 | 5.2  |
| 10 | Curtis Perry     | 23   | 25 |    | 14.2 | 1.5  | 4.6  | .330 | 0.5 | 1.0 | .500 | 4.9  | 0.9 | 1.9 | 3.5  |
| 11 | Don Adams        | 24   | 3  |    | 13.7 | 2.0  | 6.3  | .316 | 0.3 | 0.7 | .500 | 2.7  | 1.0 | 2.3 | 4.3  |
| 12 | Dick Gibbs       | 23   | 64 |    | 11.8 | 1.4  | 4.1  | .340 | 0.9 | 1.0 | .833 | 2.2  | 0.8 | 2.0 | 3.7  |
| 13 | Johnny Egan      | 33   | 38 |    | 11.5 | 1.1  | 2.7  | .404 | 0.7 | 0.8 | .813 | 0.7  | 1.3 | 1.4 | 2.9  |
| 14 | Dick Cunningham  | 25   | 63 |    | 11.4 | 1.1  | 2.8  | .385 | 0.6 | 0.8 | .698 | 3.9  | 0.9 | 1.2 | 2.7  |
| 15 | McCoy McLemore   | 29   | 17 |    | 8.6  | 1.1  | 2.5  | .442 | 0.5 | 0.7 | .750 | 2.3  | 0.6 | 0.9 | 2.8  |
| 16 | John Vallely     | 23   | 40 |    | 6.4  | 1.2  | 3.2  | .383 | 0.4 | 0.6 | .680 | 0.5  | 0.7 | 0.9 | 2.9  |

## Galardones y récords
| Jugador     | Galardón |
| Elvin Hayes | All-Star |